# Інститут літургійних наук
Інститут літургійних наук — науково-дослідний підрозділ Українського Католицького Університету. Створений 17 листопада 1999 року (Львів). У грудні 2016 року перейменований в Інститут церковної музики.
Наукові проекти охоплюють вивчення історичної літургіки візантійсько-слов'янського обряду, історії, теорії і богословії літургійного співу, видає науковий збірник «Калофонія» та «Антологію візантійсько-слов'янської церковної монодії».
Опрацьовується джерельна база досліджень, укладаються біографічний і термінологічний словники, бібліографія, формується спеціялізована бібліотека, створена і підтримується комп'ютерна база даних «Ірмос» (репертуар української церковної монодії Ukrainian Liturgical Music).
Організовує міжнародні наукові конференції, опікується регентською освітою, провадить Літню регентську школу в Унівській Свято-Успенській Лаврі.
Президент інституту — проф. др Крістіан Ганнік — керівник кафедри славістики Баварського університету ім. Юліюса Максіміліяна у Вюрцбурзі.
Директор — прот. др Петро Ґаладза — Інститут ім. Митр. А. Шептицького, Університет св. Павла, Оттава.
Віце-директор з дослідницьких проектів — проф. др Юрій Ясіновський — Львівська національна музична академія ім. Миколи Лисенка.
Директор інституту — Отець Петро Ґаладза

## Наукова діяльність
Основний напрямок наукової праці Інституту зосереджений навколо церковної монодії та гимнографії, матеріялом для якої є нотолінійні українські ірмологіони ранньомодерної доби. Саме цей матеріял дає можливість точного прочитання музичних текстів і не лише в Русі-Україні, але й на всьому візантійському культурному просторі. При цьому береться до уваги візантійська та слов‘яно-руська спадщина, а також пізніші форми літургійного співу. Досліджуються також літургійні та богословські аспекти церковного співу.
Наукова діяльність Інституту була започаткована на міцній джерельній базі. Був опублікований зведений Каталог і опис світового фонду рукописних ірмологіонів (1996). У перекладі українською мовою вийшов друком збірник статей з історії українського церковного співу Мирослава Антоновича Musica sacra (1997), пізніше Інститут отримав в дар його бібліотеку й архів (2000). Розроблений новий дослідницький інструментарій у вигляді комп‘ютерної бази даних Ірмос, який представляє повний інципітарій репертуару сакральної монодії за українськими нотолінійними ірмологіонами (2004). Організовано і проведено 5 Міжнародних наукових конференцій з історії церковної монодії та гимнографії (2000—2007). Започатковані періодичні наукові видання: збірник Калофонія (4) і Антологія візантійсько-слов‘янської церковної монодії (7), Пам‘ятки церковної музики (3); опубліковано декілька монографій (5). Для поглибленого вивчення літургійної книги було проведено науковий семінарій «Рукописна та стародрукована літургійна книга» (2005—2006). Сформована спеціяльна бібліотека, а також збірка мікрофільмів, фотокопій і оцифрованих копій рукописів і стародруків; у депозиті Інститут зберігає колекцію стародруків бібліотеки УКУ, опис якої забезпечено Інститутом. Опрацьовується бібліотека стародруків та рідкісних видань Свято-Успенської Унівської лаври (описано понад 1200 книг). Інститут також опрацьовує спеціяльні наукові програми — укладаються церковно-музичний і біографічний словники, бібліографія.
Наукова праця забезпечується як працівниками Інституту (Ю. Ясіновський, Н. Сиротинська), так і в співпраці з провідними науковцями-медієвістами — проф. доктор Олександра Цалай-Якименко, проф. доктор Крістіян Ганнік, а також композитор і музиколог проф. доктор Олександр Козаренко.
Інститут співпрацює з іншими науковими закладами — кафедрою музичної медієвістики та україністики Львівської національної музичної академії ім. М. Лисенка, Інститутом українознавства ім. І. Крип‘якевича НАН України, Lehrstuhl für Slavische Philologie Julius-Maximilian Universität Würcburg, Музикознавчою комісією НТШ, Регентським інститутом у Перемишлі.
Інститут та його працівники беруть участь у наукових міжнародних конференціях, у підготовці та виданні наукових серій і збірників — Історія української музики: джерела і дослідження і Княжа доба (Інститут українознавства ім. І. Крип‘якевича НАН України), Musica humana і Молоде музикознавство (кафедра музичної медієвістики та україністики Львівської національної музичної академії ім. М. Лисенка), Записки НТШ та різних енциклопедичних і словникових видань.
Працівники Інституту залучають до наукової праці молоду генерацію, керуючи бакалаврськими і магістерськими працями, а також дисертаціями аспірантів Музичної академії, Прикарпатського національного університету ім. В. Стефаника, Духовної семінарії Св. Духа. Готують репертуар навчального ансамблю регентів Калофонія. Інститут також патронує щорічний Фестиваль давньої музики у Львові.
Інститут координує і складає навчальні програми для регентської освіти у Львівській національній музичній академії ім М. Лисенка, Регентському інституті у Перемишлі, УКУ. Інтенсивне навчання за цим фахом продовжується у Літній регентській школі в Уневі.

## Дяко-реґентська освіта
«Музична традиція являє собою безцінний скарб усієї Церкви, який вибивається поміж іншими висловами мистецтва, головною мірою тим, що церковний спів, пов'язуючись тісно із словами, стає конечною і складовою частиною богослуження» (ІІ Ватиканський Собор у Конституції про богослуження, 112).
15-го травня 2008 року Вчена Рада Українського Католицького Університету одноголосно ухвалила концепцію заочної Дяківсько-реґентської програми.

## Видання ІЛН
Інститут Літургійних Наук від часу свого заснування (1999) розпочав активну видавничу діяльність. Започатковано декілька видавничих серій:
— Kalofonia, науковий збірник з історії церковної монодії та гимнографії;
— Антологія української церковної монодії — з 6 випуску Антологія візантійсько слов'янської сакральної монодії;
— Пам'ятки церковної музики.
Спільно з Інститутом українознавства ім. І. Крип'якевича НАН України видає серію:
— Історія української музики: Дослідження. Джерела.
Спільно з кафедрою музичної медієвістики та україністики Львівської Національної музичної академії ім. М. Лисенка:
— Musica humana, збірник статей.
2008 Калофонія 4
Науковий збірник з історії церковної монодії та гимнографії, ч 4. Редактори Кр. Ганнік, Н. Сиротинська, Ю. Ясіновський, Андрій Ясіновський / Інститут Літургійних Наук Українського Католицького Університету, Lehrstuhl für Slavische Philologie Julius-Maximilian Universität Würcburg. Львів: Видавництво УКУ, 2008, 355 с.
2008 Факсимільне видання Львівського нотолінійного ірмологіона кінця XVI ст.
Факсимільне видання Львівського нотолінійного ірмологіона кінця XVI ст. — найдавнішого рукописного нотолінійного збірника празничного богослужебного репертуару. До друку підготували проф. Юрій Ясіновський (зав. кафедрою музичної медієвістики Львівської Національної музичної академії, віце- дир. Інституту Літургіки Українського Католицького Університету) та маґістр богослов'я Кароліна Луцка (Інститут славістики Вюрцбурзького університету) під керівництвом проф. Крістіяна Ганніка (директор Інституту славістики Вюрцбурзького університету ім. Юліуса Максиміліяна), який написав також коротку передмову. Це перша факсимільна публікація давньої української нотолінійної пам'ятки.
Публікація української нотної пам'ятки у німецько-австрійському видавництві Bölau
Das Lemberger Irmologion. Die älteste liturgische Musikhandschrift mit Fünfiniennotation aus dem Ende des 16. Jahrhuderts / Herausgegeben und eingeleitet von Jurij Jasinovs'kyj, Übertragen und kommeniert Carolina Lutzka / Львівський ірмологіон. Давній літургійний музичний рукопис п'ятилінійної нотації кінця 16 століття / Редакція і вступна стаття Юрія Ясіновського, транскрипція і коментарі Кароліни Луцкої (Bausteine zur Slavischen Philologie und Kulturgeschichte. Reiche B: Editionen, Band 24). Köln, Weimar, Wien: Bölau, 2008, 509 S.
2007 Сідальні вісьмох гласів
Сідальні вісьмох гласів. Упорядник Наталя Сиротинська. Редактори Кр. Ганнік і Ю. Ясіновський / Інститут Літургійних Наук Українського Католицького Університету, Lehrstuhl für Slavische Philologie Julius-Maximilian Universität Würcburg (Антологія візантійсько-слов‘янської церковної монодії, вип. 6). Львів: в-во УКУ, 2007, 24 с.
2007 Станислав Людкевич композитор, музиколог
Антонович Мирослав. Станислав Людкевич композитор, музиколог. Науковий редактор Юрій Ясіновський. Львів 2007, 64 с.
2006 Степенні-антифони у крюково-невменних рукописах 16-17 століть
Die stufen antiphonen in Haken-Neumenhandschriften den 16. Und 17. Jahrhunderts. Степенні-антифони у крюково-невменних рукописах 16-17 століть. Дослідження і підготовка до друку Інґе Кройц. Редактори Кр. Ганнік і Ю. Ясіновський / Інститут Літургійних Наук Українського Католицького Університету, Lehrstuhl für Slavische Philologie Julius-Maximilian Universität Würcburg (Антологія української церковної монодії, вип. 5). Львів: в-во УКУ, 2006, 96 с.
2006 Іван Франко про музику
Іван Франко про музику. Упорядник, автор передмови, приміток та коментарів Тамара Коноварт. Науковий редактор Юрій Ясіновський (Інститут українознавства ім. І. Крип'якевича НАН України, серія Історія української музики). Львів 2006, 118 с.
2006 Калофонія 3
Науковий збірник з історії церковної монодії та гимнографії, ч 3. Редактори Кр. Ганнік, Н. Сиротинська, Ю. Ясіновський, Андрій Ясіновський / Інститут Літургійних Наук Українського Католицького Університету, Lehrstuhl für Slavische Philologie Julius-Maximilian Universität Würcburg. Львів: Видавництво УКУ, 2006, ХХІІІ, 310 с.
2005 Степенні антифони вісьмох гласів
Степенні антифони вісьмох гласів з рукопису 1674 року . До друку підготувала і автор передмови Наталія Сиротинська. Редактори Кр. Ганнік і Ю. Ясіновський / Інститут Літургійних Наук Українського Католицького Університету, Lehrstuhl für Slavische Philologie Julius-Maximilian Universität Würcburg: Антологія української церковної монодії, вип. 4. Львів: Видавництво УКУ, 2005, 36 с.
2005 Musica humana 2
Збірник статей кафедри музичної україністики, 2. Відпов. ред. Ю. Ясіновський (Інститут українознавства ім. І. Крип'якевича НАН України, серія Історія української музики 13; Наукові збірки ЛДМА ім. М. Лисенка, вип. 10). Львів 2005, 431 с.
2005 Два канони на Різдво Христове
Два канони на Різдво Христове з нотолінійного Ірмологіону першої чверті XVII століття. Редактори Кр. Ганнік і Ю. Ясіновський / Інститут Літургійних Наук Українського Католицького Університету, Lehrstuhl für Slavische Philologie Julius-Maximilian Universität Würcburg: Антологія української церковної монодії, вип. 3. Львів: Видавництво УКУ, 2005, 47 с.
2004 Калофонія 2
Науковий збірник з історії церковної монодії та гимнографії, ч. 2. Редактори Крістіян Ганнік, Наталя Сиротинська, Андрій Ясіновський, Юрій Ясіновський / Інститут Літургійних Наук Українського Католицького Університету, Lehrstuhl für Slavische Philologie Julius-Maximilian Universität Würcburg. Львів 2004, 386 с.
2003 Канон на В'їхання Господнє в Єрусалим
Канон на В'їхання Господнє в Єрусалим з рукопису кінця XVI ст. Редактори і автори вступних статей Крістіян Ганнік і Юрій Ясіновський / Інститут літургіки Українського Католицького Університету, Lehrstuhl für Slavische Philologie Julius-Maximilian Universität Würcburg: Антологія української церковної монодії, вип. 2. Львів: Видавництво УКУ, 2003, 44 с.
2003 Літургія С. Людкевича
Станіслав Людкевич. Літургія. Ред. Богдан Борисенко / Пам'ятки церковної музики, вип. 3. Львів: В-во Свічадо, 2003, 74 с.
2003 Буклет Бази даних Ірмос
Віталій Бондаренко, Крістіан Ганнік, Юрій Ясіновський. Репертуар української і білоруської сакральної монодії: комп'ютерна база даних [буклет], Львів: В-во УКУ, 2003, 50 с.
2003 Musica humana 1
Musica humana. Збірник статей кафедри музичної україністики, ч. 1. Відповідальний редактор. Ю. Ясіновський (Наукові збірки ЛДМА ім. М. Лисенка, вип. 8; Інститут українознавства ім. І. Крип'якевича НАН України, серія «Історія української музики», вип. 10), Львів 2003, 358 с.
2002 Струнний квартет (Василь Витвицький)
Василь Витвицький. Струнний квартет.
Музична редакція Орести Когут, переднє слово Любомира Лехника, технічна редакція Богдана Борисенка. Львів 2002, 60 с., ноти.
Догматики вісьмох гласів
Догматики вісьмох гласів з рукопису XVI століття. Передмова і редактори Крістіан Ганнік і Юрій Ясіновський / Інститут літургійних Наук Львівської Богословсько Академії, Lehrstuhl für Slavische Philologie Julius-Maximilian Universität Würcburg: Антологія української церковної монодії, вип. 1. Львів: ЛБА, 2002, 20 с.
2002 Листи до Осипа Гридового
Андрій Гнатишин. Листи до Осипа Гридового.
Упор., вступн. стаття і прим. Петра Баб'яка, загальна ред. Ю. Ясіновського/Інститут українознавства ім. І. Крип'якевича НАН України: Історія української музики, вип. 8. Львів 2002, 54 с.
2002 Острозький триптих (Олександр Козаренко)
Олександр Козаренко. Острозький триптих, переднє слово і біографія Ю. Ясіновського, редактор Богдан Борисенко / Інститут Літургійних Наук: Пам'ятки церковної музики, вип. 2. Львів 2002, 15 с.
2002 Калофонія 1
Науковий збірник з історії церковної монодії та гимнографії, ч. 1.
Редактори Крістіан Ганнік, Юрій Ясіновський, Андрій Ясіновський / Інститут Літургійних Наук Українського Католицького Університету, Lehrstuhl für Slavische Philologie Julius-Maximilian Universität Würcburg. Львів: ЛБА 2002, 426 с.
Михайло Гайворонський, життя і творчість
Василь Витвицький. Михайло Гайворонський, життя і творчість. Редактор Єлизавета Дзюпина, загальна ред. Ю. Ясіновського / Інститут українознавства ім. І. Крип'якевича НАН України: Історія української музики, вип. 7. Львів 2001, 175 с.
Отче наш
Михайло Вербицький. Отче наш. Автор передмови і редакція Олесандра Зелінського. До друку підготував Богдан Борисенко, відп. за випуск Ю. Ясіновський / Інститут Літургійних Наук: Пам'ятки церковної музики, вип. 1. Львів 2001, 11 с.
Про церковний спів
Про церковний спів. Декрет Львівського Архиєперхіального Собору, читаний 25 квітня 1941 р. До друку підготував Ігор Червінський / Інститут літургіки Львівської Богословської Академії. Львів 2001, 10 с.
2001 Нариси музичного мистецтва Галицько-Волинського князівства
Богдан Кіндратюк. Нариси музичного мистецтва Галицько-Волинського князівства.
Редактор, переднє слово Ю. Ясіновський / Інститут українознавства ім. І. Крип'якевича НАН України: Історія української музики, вип. 9. Львів-Івано-Франківськ 2001, 142 с.
2000 Пісні до Почаївської Богородиці
Пісні до Почаївської Богородиці.
Перевидання друку 1773 року. Транскрипція, коментарі і дослідження Юрія Медведика. Редактор і вступне слово Ю. Ясіновського/Інститут українознавства ім. І. Крип'якевича НАН України: Історія української музики, вип. 6. Львів 2000, 148 с.

## Наукові конференції
Інститут Літургійних Наук є організатором наукових конференцій, присвячених дослідженню історії церковної монодії та гимнографії. Разом із кафедрою музичної медієвістики та україністики Львівської національної музичної академії ім. М. Лисенка раз у два роки відбувається чергова наукова зустріч.